# Erebia leto
Erebia leto är en fjärilsart som beskrevs av Schultz 1908. Erebia leto ingår i släktet Erebia och familjen praktfjärilar. Inga underarter finns listade i Catalogue of Life.